# Герцог де Леви
Герцог де Леви (фр. duc de Lévis) — французский дворянский титул.

## Первая креация
Жалованной грамотой, данной в Париже Людовиком XV в феврале 1723, земли и сеньрии Люрси-ле-Соваж, Полиньи, Бродье и Шанру, с девятью другими, все расположенные в Бурбонне, были объединены и возведены в ранг герцогства-пэрии в пользу маркиза Шарля-Эжена де Леви и его мужских потомков.
Пожалование было зарегистрировано в Парламенте на lit de justice, состоявшемся 22 февраля по случаю провозглашения совершеннолетия короля.
Сыновья Шарля-Эжена умерли раньше отца, и с его смертью в 1734 году титул пресекся.

## Вторая креация
Королевским патентом Людовика XVI от 26 апреля 1784 Франсуа-Гастон, маркиз де Леви д'Ажак, маршал Франции, был возведен в достоинство наследственного герцога с почестями Лувра по своей сеньории Авен-ле-Конт, что было утверждено Парламентом.
Герцоги де Леви:
- 1784—1787 — Франсуа-Гастон де Леви (1720—1787), 1-й герцог
- 1787—1830 — Пьер-Марк-Гастон де Леви (1764—1830), 2-й герцог, сын предыдущего
- 1830—1863 — Гастон-Франсуа-Феликс де Леви (1794—1863), 3-й герцог, сын предыдущего, именовался герцогом де Леви-Вантадур

После смерти бездетного Гастона-Франсуа-Феликса титул перестал существовать.